# Вольф, Люсьен
Люсьен Вольф (англ. Lucien Wolf; 1857—1930) — английский публицист (подписывался псевдонимом «Diplomaticus») и еврейский общественный деятель: защитник еврейских прав, исследователь еврейской истории и организатор Еврейского исторического общества Англии (1893). Написал три статьи для «Британской энциклопедии» (Encyclopedia Britannica; 1911).

## Биография
Люсьен Вольф родился в Лондоне в 1857 году.
На литературное поприще выступил в 1874 г. статьей в «Jewish World», редактором которого он вскоре стал (до 1893 г.); в то же время Вольф был соредактором ежедневной газеты «Public Leader», где помещал передовые статьи по иностранной политике. Его статьи за подписью «Diplomaticus», в особенности статьи в «Times» o положении русских финансов, были сенсационными не только для Англии, но и для других стран. В течение нескольких лет Вольф был лондонским корреспондентом парижского «Le Journal». В 1885 г. выпустил обширную биографию «Sir Moses Montefiore» о британском финансисте и филантропе, сэре Мозесе Монтефиоре (1784—1885).
В 1890 г. Вольф стал одним из главных редакторов влиятельного органа «Daily Graphic», заведуя в нём отделом передовиц.
Как знаток англо-еврейской истории, Вольф в сотрудничестве с Джозефом Джэкобсом составил библиографию («Bibliotheca Anglo-Judaica: A Bibliographical Guide to Anglo-Jewish History», 1888) по истории евреев в Англии, a также каталог Англо-еврейской исторической выставки.
Был организатором и первым председателем Еврейского исторического общества в Англии (1893), выпустил под его маркой первую книгу «Menasseh ben Israel’s mission to Oliver Cromwell» (1901).
Считался лучшим знатоком генеалогии английских евреев. Написал три статьи для «Encyclopedia Britannica» (1911): про антисемитизм (Antisemitism), сионизм (Zionism) и о еврейском меценате Гирше (Hirsch, Maurice de).
В 1903—1904 гг. между ним и Зангвиллем велась полемика по еврейскому вопросу, в частности ο сионизме и территориализме. С 1905 г. Вольф примкнул к еврейской территориальной организации (англ. Jewish Territorial Organization) и считался одним из ближайших сотрудников Зангвилля.

## Издания
Кроме вышеперечисленных, Вольфу принадлежат также следующие работы по истории евреев в Англии:
- The middle period of Anglo-Jewish history 1290—1656, Publ. Angl. Jew. Hist. Ext., 1888;
- The resettlement of the Jews in England, 1888;
- Cromwells Jewish intelligencers, в The Jewish Literary Annual, 1904;
- The Jewry of the restauration, 1902;
- The first stage of Jewish emancipation, Jew. Ghron, авг. 1903;
- The Queen’s Jewry 1857—1897, в Young Israel, 1898.